# Guarea trunciflora
Guarea trunciflora là một loài thực vật thuộc họ Meliaceae. Loài này có ở Brasil và Peru. Chúng hiện đang bị đe dọa vì mất môi trường sống.